# 霹雳娇娃 (游戏)
《霹雳娇娃》是由Neko Entertainment开发，育碧发行的清版动作游戏，于2003年7月4日在欧洲索尼PlayStation 2版。之后于7月9日和7月18日在北美与欧洲发行任天堂GameCube版。游戏改编自电影《霹雳娇娃》及第二部《霹靂嬌娃：全速進攻》，采用卡梅隆·迪亚兹、刘玉玲和德鲁·巴里摩尔等影星班底配音。
游戏讲述了女特工埃历克斯（刘玉玲）、戴兰（德鲁）和娜塔利（卡梅隆）的继续冒险，他们尝试解决一系列国家古迹失踪之谜。他们不使用火器，而是利用钝器和特定的环境对象。
游戏以获得媒体严厉批评而著名，被视为史上最糟糕的电子游戏之一。

## 玩法
游戏为三维清版动作游戏。游戏从海滨选美比赛跑道开始，娜塔利和埃历克斯必须分别从海边战斗，通过社区和仓库到达码头。在黛蓝加入后，三人继续战斗通过一系列敌人据点（船、岛、修道院等）。
游戏玩法非常简单，在关卡中前进时要和数波敌人战斗。通过使用武器或空手，打出连击来击败敌人，以此推进游戏。战斗时会出现无形的墙，阻止玩家移动到其他区域。游戏还可以选择切换操作角色，但这不能在打斗时进行，且不需要完成游戏。有时一名操作角色需要完成按压开关、拉杠杆或访问电脑等任务，这时就可以操作另一名角色的进程。大多关卡以全部角色完成当前任务结束。
此外，电影《霹靂嬌娃：全速進攻》解锁预告片和图片可以通过收集电影胶片和记忆棒等道具解锁，这些道具隐藏在各个关卡中。

## 评价
《霹雳娇娃》获得媒体的一致劣评，在GameRankings和Metacritic上的汇总得分分别为24%（23个评论）和23/100（42个评论）。GamesRadar将其列入史上最糟糕游戏第50名，称游戏甚至比电影原著还糟糕。